# Ministério Geral de Construção de Máquinas
Ministério Geral de Construção de Máquinas em russo:  Министерство общего машиностроения СССР (MOM), foi um dos principais escritórios centrais da União Soviética estabelecido pelo comitê central do PC-URSS e do conselho de Ministros, em 2 de Abril de 1955, para supervisionar todos os assuntos relacionados  à exploração espacial na União Soviética. 
Abolido em 26 de Novembro de 1991, o Ministério deixou de existir, passando suas atribuições à Agência Russa de Aeronáutica e Espaço (RKA ou Rosaviakosmos).